# Басов, Михаил Михайлович (режиссёр)
Михаил Михайлович Басов (16 сентября 1977, Таганрог) — российский медиахудожник, режиссёр-документалист.

## Биография
Михаил Басов родился 16 сентября 1977 года в Таганроге, в семье врача и художника Михаила Семёновича Басова.
В 1999 году окончил факультет русского языка и литературы Таганрогского государственного педагогического института. Преподавал литературу в Гимназии № 2 им. А. П. Чехова, Таганрогском лицее ТМОЛ (2000—2007).
Дебютировал на художественной сцене в 1996 году как автор литературного приложения к выставке Александра Кислякова «Любовница Пифагора».
В соавторстве с фотографом Натальей Басовой, организовал персональные фотовыставки в Ростове-на-Дону и в Таганроге — «Виды городов мира с высоты 1 м. 75 см.» и «Без названия» (2002—2004 гг.). Также выступал в роли куратора коллективных фотовыставок в Таганроге.
В 2009 году его видеоинсталляция «Перфорированная память» демонстрировалась на II московском международном фестивале современной актуальной музыки «Другое пространство» в сопровождении импровизационного саундтрека пианиста и композитора Романа Столяра и польской флейтистки Эдиты Фил.
В мае 2010 года совместно с Натальей Басовой создал в Таганроге киноклуб «400 ударов».
В 2011 году М. Басов завершил работу над своим первым полнометражным документальным фильмом-эссе «Валентин Парнах: не здесь и не теперь». Фильм посвящён судьбе и творчеству первого джазмена России, поэта, переводчика, танцора Валентина Яковлевича Парнаха (1891—1951). Михаил Басов выступил в этой работе как режиссёр, оператор, монтажер, аниматор, автор сценария и закадрового текста. В фильме использованы материалы из архива Александра Валентиновича Парнаха. Музыку к фильму написал Роман Столяр.
В 2012 году сотрудничал с арт-клубом «Xposed» и «Cheltenham Improvisers Orchestra» (Чилтенхем, Великобритания). В том же году работал над мультимедийным художественным проектом «Полиэтиленовая пляска» совместно с художником Юрием Фесенко и музыкантами Сергеем Летовым и Романом Столяром. Проект был представлен в московской «Галерее на Чистых прудах» в рамках мероприятия, посвящённого 90-летию российского джаза и основателю первого отечественного
джаз-бэнда Валентину Парнаху.
В 2013 году номинировался в 2-х позициях на бразильском Фестивале видеоарта и экспериментального кино «Арт Деко» в Сан-Пауло (Приз за лучший видеоарт и Приз зрительских симпатий).
В 2015 году видеоинсталляция Михаила и Натальи Басовых «Фильм для воображаемой музыки» номинировалась на премию «Золотой куб» Кассельского фестиваля документального кино и видео 32. Kasseler Dokfest (Германия).
В 2017 году Басов принял участие в конкурсе Ryuichi Sakamoto Async International short film competition, в котором его работа «Поэзия банальности» получила специальный приз Апичатпонга Вирасетакуна. Вирасетакун в своем отзыве о фильме Басова пишет: «Меня поразила „Поэзия банальности“ Михаила Басова. Я ценю воскрешение духа раннего кино, в котором изумляют простые жесты. Можно представить, что автор просто прогуливался, искал образы, но не нашел ничего, кроме цветов и мобильного телефона. Бесцельная, на первый взгляд, миссия превращается в поэзию любви и зависимости от света. Экспрессия перескакивает между выстроенным и спонтанным, примитивным и современным. Музыка Рюити Сакамото наполняет этот фильм светом одиночества.» Апичатпонг Вирасетакун стал также эдвайзером в фильме Басова «Короткие замыкания» (2020 г.). Эту работа была представлена в 2021 году в программе Carte blanche to Apichatpong Weerasethakul на фестивале Rencontres internationales Paris/Berlin.
В 2020 году вошёл в состав жюри секции экспериментального кино международного фестиваля «Послание к человеку» (Санкт-Петербург).
Видеоартом и кино занимается с 2006 года. Его видеоработы строятся на визуальных метаморфозах и парадоксах. Как правило, в них нет нарратива и диалогов. Например, в работе «Мирмикон» муравьи оставляют, на первый взгляд, случайные следы на стене, но, в конечном счёте, из них складывается наскальный рисунок.
Работы М. Басова демонстрировались на телеканалах Souvenirs from Earth (Германия, Франция, Австрия), Art Television / Art Channel (Франция), VisualcontainerTV, IkonoTV (Германия).
Живёт и работает в Таганроге.

## Участие в выставках и фестивалях
- 2021 — The 6th Moscow International Experimental Film Festival
- 2021 — Curta Kinoforum — 32° Festival Internacional de Curtas-Metragens de São Paulo
- 2021 — Rencontres internationales Paris/Berlin (в программе Carte blanche to Apichatpong Weerasethakul). Париж, Франция.
- 2020 — International online experimental film festival «Seek the Sun». Франция.
- 2020 — Выставка «Collection of Recollection». Yotsuya Unconfirmed Studio, Токио, Япония
- 2019 — 17th Международный фестиваль «Signs of the Night» (Thai Film Archive). Бангкок, Таиланд.
- 2019 — THE MAGIKAL CHARM EXPERIMENTAL VIDEO & FILM FESTIVAL VII. Maya Deren Theater, ANTHOLOGY FILM ARCHIVES, Нью-Йорк, США.
- 2018 — Выставка видеоарта и экспериментального кино «Panorama Internacional VOL #1» (куратор — Мюриэль Парабони), Пинакотека Порту Алегри, Бразилия.
- 2018 — Burnt Experimental Video Art and Film Festival. Монреаль, Канада.
- 2018 — Фестиваль «Послание к человеку», Санкт-Петербург, Россия.
- 2018 — Japan Media Arts Festival Kyoto Exhibition «Ghost», ROHM Theatre Kyoto, Япония.
- 2017 — Международный конкурс Ryuichi Sakamoto Async International short film competition, Япония.
- 2017 — Kinodot. Фестиваль экспериментального кино (Конкурсная программа), Санкт-Петербург[7].
- 2017 — VIDEOFORMES. Международный фестиваль цифровых искусств. Клермон-Ферран, Франция.
- 2017 — Stuttgarter Filmwinter — Festival for Expanded Media; номинация на премию в секции «Media in Space».
- 2016 — Фестиваль Celebración V / de Pirámide Selva, Буэнос-Айрес, Аргентина.
- 2016 — «DOKer Shorts»: Международный фестиваль документального кино «ДОКер», Москва.
- 2016 — Jihlava International Documentary Film Festival, Йиглава, Чехия.
- 2016 — Фестиваль видеоарта Festival Miden, (Каламата, Греция).
- 2016 — Фестиваль видеоарта International Video Art House Madrid, Мадрид[8].
- 2016 — показ в Experimental Art Gallery, India Habitat Centre, New Delhi.
- 2015 — Japan Media Arts Festival, Токио[9].
- 2015 — Instants Video, Марсель.
- 2015 — FAÇADE VIDEO FESTIVAL, Пловдив
- 2015 — Kasseler Dokfest, Кассель[4][10][11].
- 2015 — Usurp Zone5 Film Festival, Лондон.
- 2015 — Вроцлавская биеннале (WRO Media Art Biennale), Вроцлав[12].
- 2014 — Показ в программе Videoscape. A screening inspired by Nicolas Party’s exhibition «Landscape»; «Кунстхолл Ставангер», Норвегия.
- 2014 — Фестиваль видеоарта Oslo Screen Festival, Осло, Норвегия.
- 2013 — Фестиваль видеоарта Cologne Videoart festival.
- 2013 — Выставка современного искусства «Трасса 64», «Винзавод», Москва[13].
- 2013 — Выставка видеоарта Audiovisioni digitali / Scicli #1 — Mostra internazionale di ricerche audiovisive (Шикли, Италия).
- 2013 — Фестиваль видеоарта Festival Miden /параллельная программа Move(In), (Каламата, Греция).
- 2013 — Биеннале видеоарта «VIDEOAKT» (Барселона, Испания).
- 2013 — Фестиваль FILMIDEO 2013 (Ньюарк, США).
- 2013 — Фестиваль «Арт Деко» в Сан-Пауло, Бразилия.
- 2013 — Фестиваль экспериментальных фильмов в Портленде.
- 2009 — Российско-французская выставка «Action planning» в центре современного искусства «Angle Art Contemporain» в Сен-Поль Труа Шато (Франция) и на «Винзаводе» в Москве.
- 2009 — V московский международный фестиваль актуальной анимации и медиа-искусств «Линолеум».
- 2009 — Выставка «Параллельные миры: ускользающая реальность» (в параллельной программе 53-й Венецианской биеннале), куратор Доврат ана Мерон, 2009.
- 2009 — Фестиваль видеоарта «Трамунтана 09» (Испания).
- 2009 — Фестиваль видеоинсталляции и перформанса «Light, Site, Text & Concept» (Бусан, Южная Корея) 2009.
- 2009 — Бусанский международный фестиваль видеоарта, Южная Корея.
- 2008 — О смертном в искусстве. Памяти Николая Константинова, М-галерея, Ростов-на-Дону[14][15].

## Фильмография
- 2021 — La Bagatelle
- 2020 — Короткие замыкания / Short Circuits (HD, 19 мин)
- 2018 — «Лестничный танец пластиковой бутылки» / «A Plastic Bottle’s Stair Dance» (HD, 5 мин. 18 сек.)
- 2017 — «Поэзия банальности» (музыка Рюити Сакамото, HD, цветной, 4 мин. 21 сек.)
- 2016 — «Out of Autofocus» (HD, без звука, 2 мин.)[7]
- 2014 — «Фильм для воображаемой музыки» (совм. с Натальей Басовой, HD, ч/б, без звука, 6 мин.)
- 2014 ─ «Полиэтиленовая пляска. Гастроли» (совм. с Юрием Фесенко, Сергеем Летовым; видеочасть мультимедийной инсталляции; HD., цв. 20 мин.)[16][17][18]
- 2013 ─ «Вольные движения» (музыка Романа Столяра, Сьюзан Аллен, Сергея Беличенко; HD, ч/б, 5 мин. 55 сек.)
- 2012 ─ Художественный проект «Полиэтиленовая пляска» (совм. с Юрием Фесенко) музыка Сергеея Летова, Романа Столяра; HD, 30 мин.)
- 2011 ─ «Валентин Парнах: не здесь и не теперь» (документальный, цветной, HDV, 46 мин. 24 сек.)[19][20]
- 2011 ─ «Грачи» (HDV, цветной, 1 мин. 59 сек.)
- 2011 ─ «Гелиады» (HDV, цветной, 4 мин. 19 сек.)
- 2010 ─ «Перфорированная память» (импровизационный саундтрек Романа Столяра и Эдиты Фил; HDV, цветной, 29 мин. 31 сек.)[21]
- 2010 ─ «Электронная клепсидра» (HDV, цветной, 3 мин.)
- 2009 ─ «Мирмикон» (композитор Владимир Цырков, HDV, цветной, 4 мин. 46 сек.)
- 2009 ─ «Муравьиный кроссворд» (композитор В. Цырков, HDV, цветной, 3 мин. 35 сек.)
- 2008 ─ «Песочно-электронные часы» (совм. с Натальей Басовой, композитор Сергей Пукст; HDV, цветной, 2 мин. 18 сек.)[22]
- 2006 ─ «Виды городов мира с высоты 1 м 75 см» (совм. с Натальей Басовой и ансамблем «Князь Мышкин» (Белоруссия); фотофильм, DVD, 20 мин.)

## Цитаты
- «Моим фаворитом в этой, официально никак кураторами не выделенной нише <Фестиваль Kinodot 2017> стала самая короткая — всего 120 секунд — и самая аскетичная вещица конкурса — „Out of Autofocus“ („Вне автофокуса“) таганрогского медиа-гуру Михаила Басова. Здесь ведущий прием — игра с автоматической фокусировкой видеокамеры, снимающей пустое, бледно-лавандовое пространство с горизонтом-берегом, обозначенным коротким отрезком. Зритель видит, как птицы, — вероятно, чайки — нарезают круги над, судя по их отражениям, водной гладью. Действие происходит внутри статичного кадра. Птицы входят и выходят из него, то оказываясь в фокусе, то выпадая из него. Кажется, эта сверхминималистская миниатюра, полная изящества и медитативного потенциала, наследует практикам московского концептуализма, в частности, „Коллективным действиям“, генеалогически восходя к дзен-буддистской эстетике пустоты»[7] — Евгений Майзель, 2017.
- «Режиссеры пытаются антропоморфировать архитектуру, предметы быта, технику, космос и пр., создавая в результате фильмы про танцующую бутылку („Лестничный танец пластиковой бутылки“, реж. Михаил Басов, 2018), например. В этом фильме большую роль играет ритм как частоты монтажных склеек, так и звука ударов бутылки о ступеньки. Можно по-разному наполнить этот фильм, создавая конкретную историю, что и дарит свою прелесть этой картине. Так, например, можно сказать, что это танец целеустремленной бутылки, которая мечтает летать как птица, о чем свидетельствуют монтажные переходы от ритмического танца бутылки к планированию птиц в воздухе. Или же это просто фантазия наблюдающего за бутылкой. Вполне возможно, что этот ритм и танец существуют только у него в голове. Так или иначе, наблюдать за танцем пластиковой бутылки оказывается вполне увлекательным занятием»[23] — Елизавета Бойко, 2018
- «Вторая картина, удивившая меня, этакое „упражнение в прекрасном“ — „Лестничный танец пластиковой бутылки“ Михаила Басова. Удачно найденная форма и виртуозное владение монтажом за какую-то пару минут делают из простой пластиковой бутылки персонажа кинокартины, причем явно живого. И вот он уже, подобно легендарному Фреду Астеру, выделывает чечётку то поднимаясь, то спускаясь по ступенькам. Очень алхимическая работа»[24] — Евгений Тумило, 2018
- «Среди множества емких исторических ревизий выделяется La Bagatelle видеохудожника Михаила Басова, которому удалось показать всю полноту в одном волшебном моменте. Потоки дождя на увядшей виноградной лозе за окном по волшебству синхронизируются с тикающими настенными часами, и вещный мир будто оживает. Капли из ветхого водосточного желоба за одну секунду обретают форму идеальной прозрачной сферы, отражающей мир вокруг на все 360 градусов, и разлетаются искрящимися брызгами в детской ладони. Этот нехитрый музыкальный диалог строго отмеряющих время стрелок с природным ритмом весенней капели рождает желание остановить мгновение, а еще какое-то детское желание чуда, которое в итоге и случается с одной из капель.» Анастасия Сенченко[25]

## Кадры из фильмов

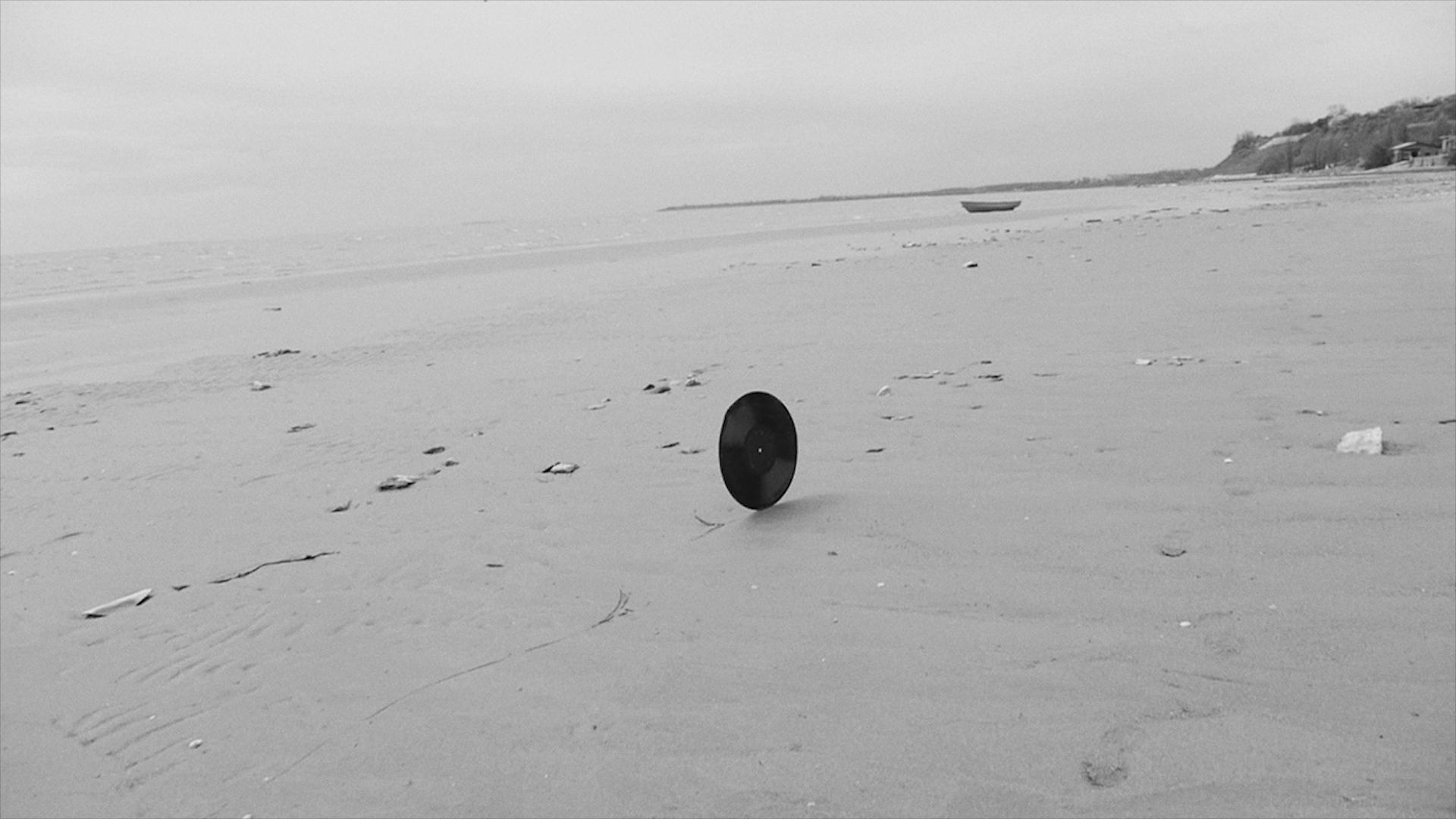
«Фильм для воображаемой музыки», 2014
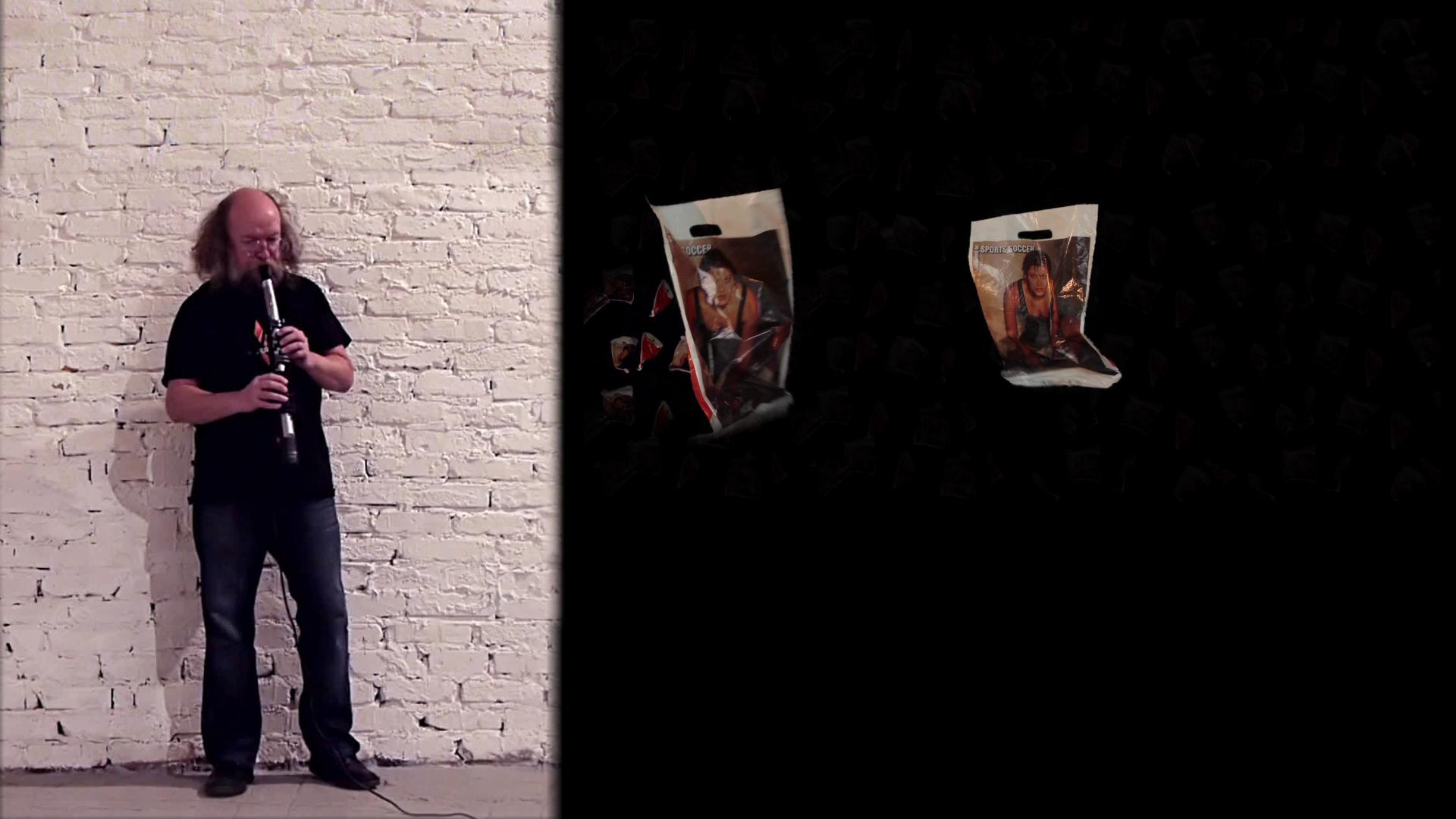
«Полиэтиленовая пляска. Гастроли», 2014
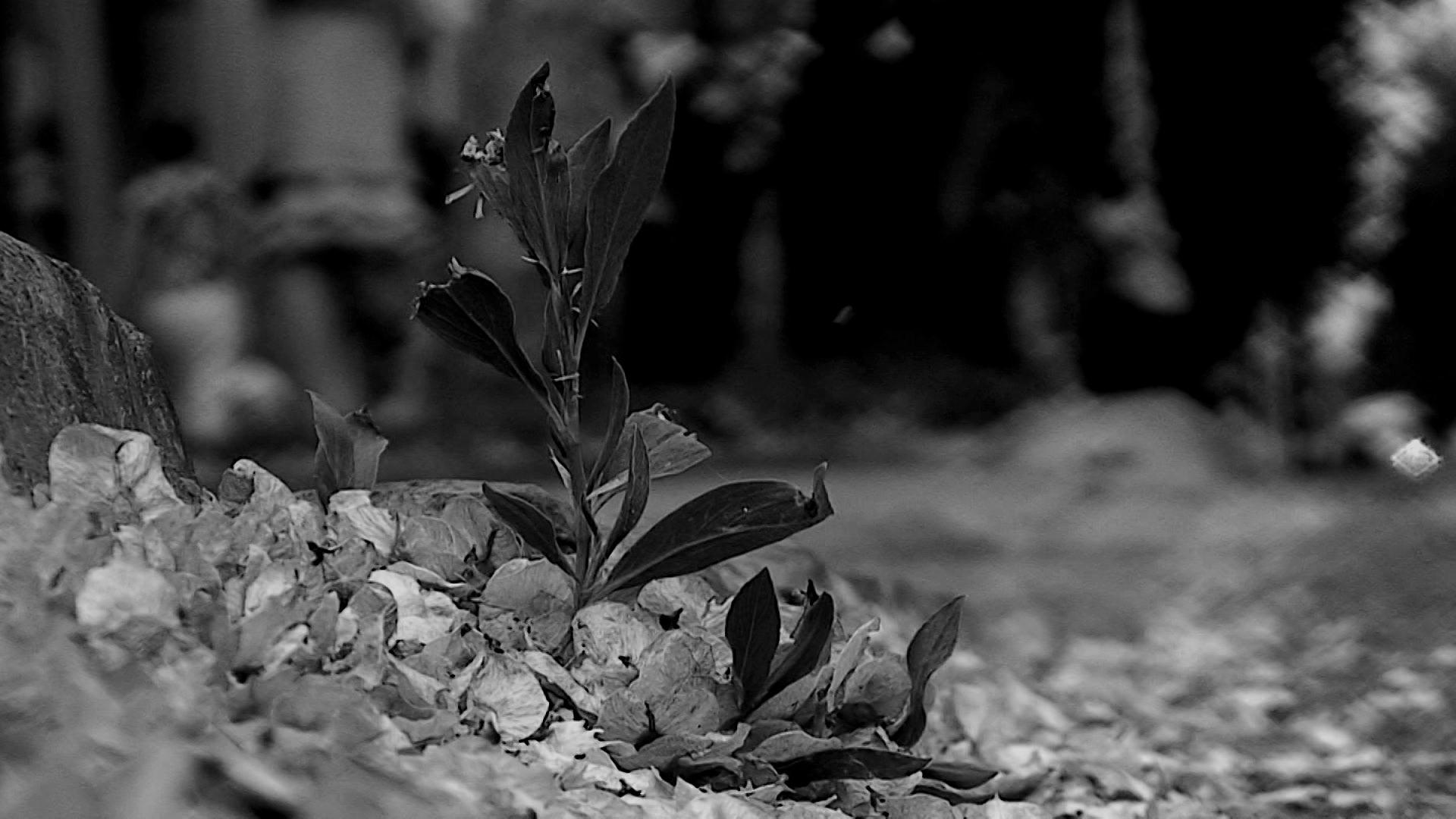
«Вольные движения», 2013
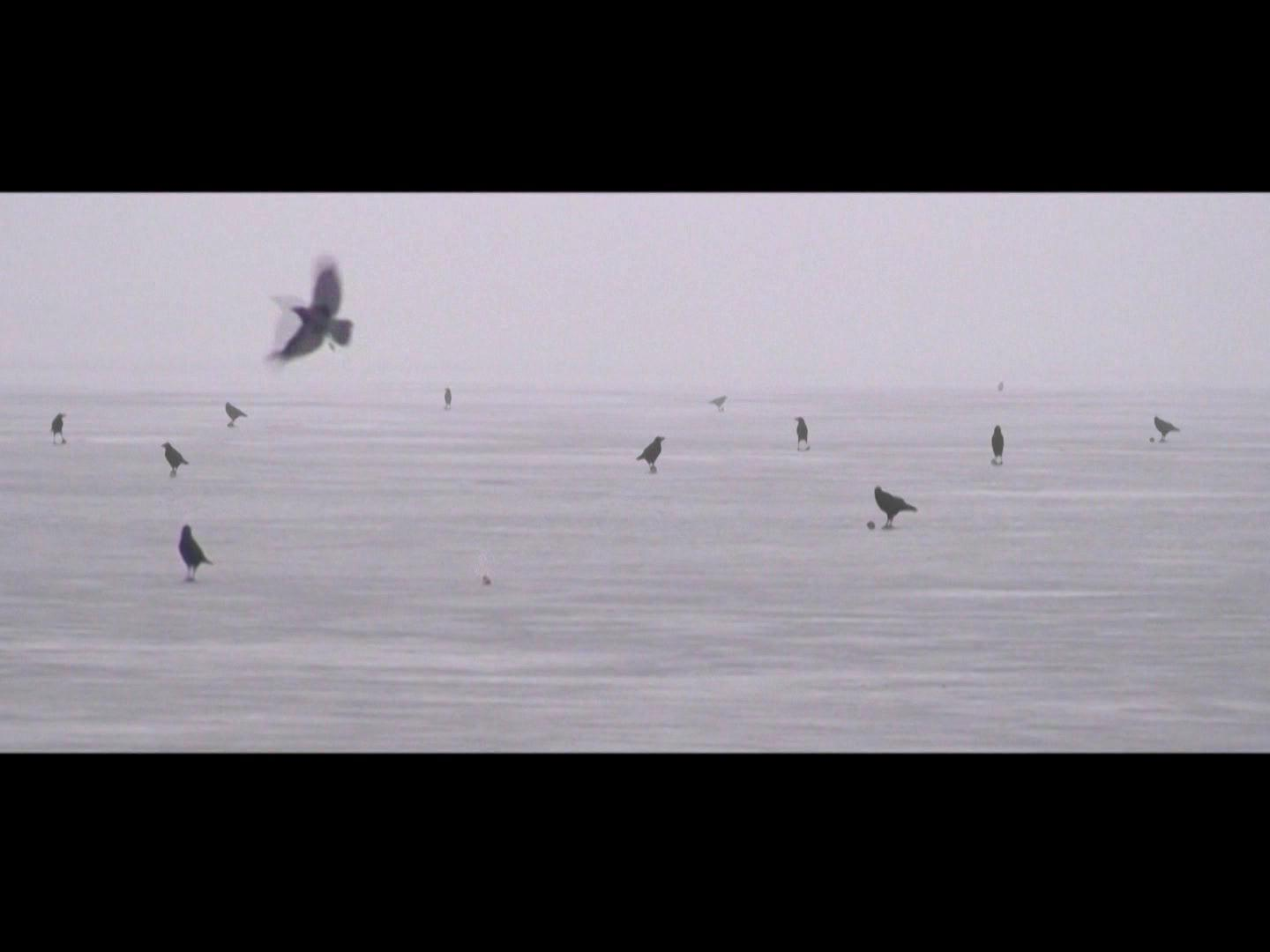
«Грачи», 2011
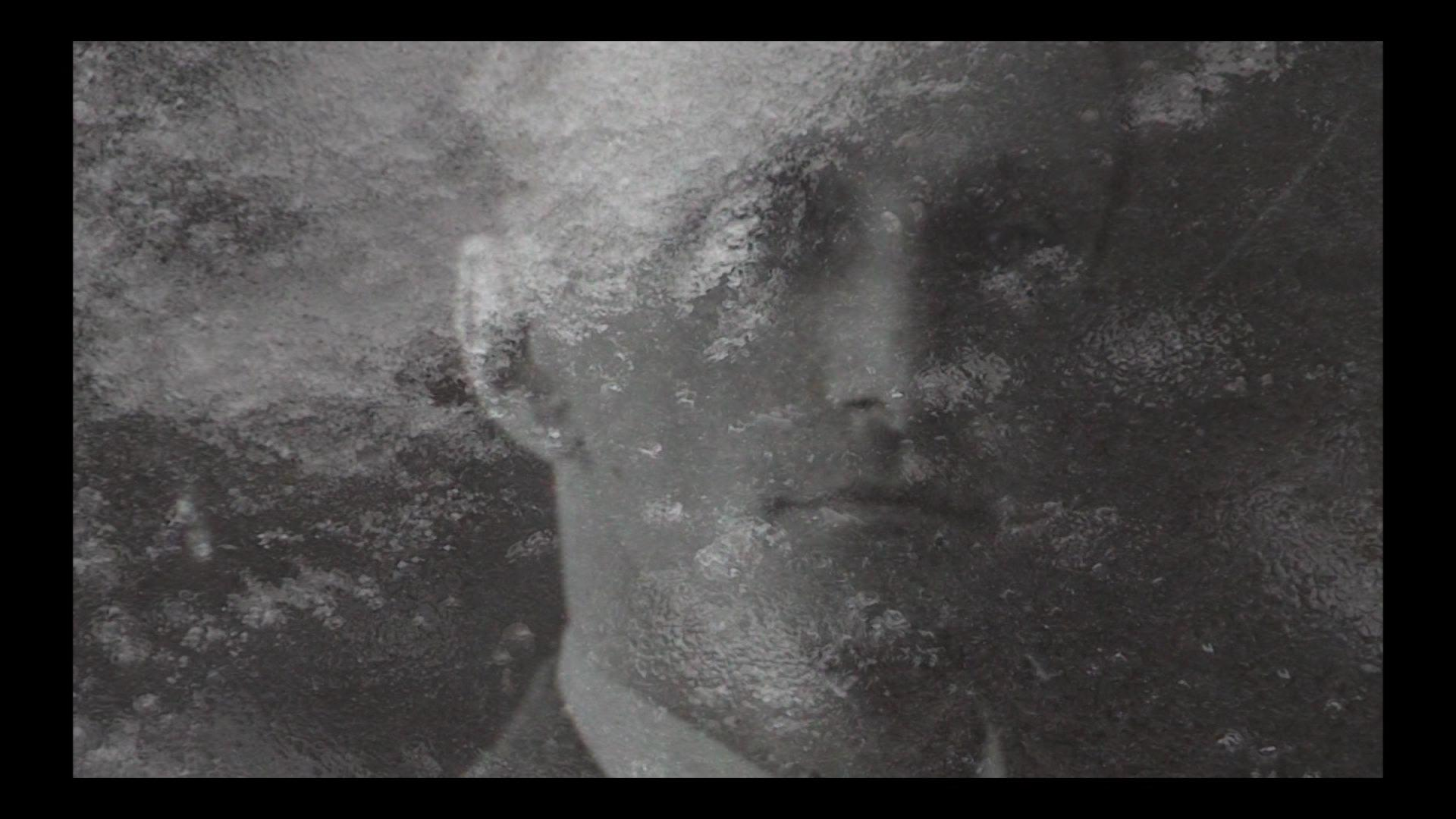
«Валентин Парнах: не здесь и не теперь», 2011
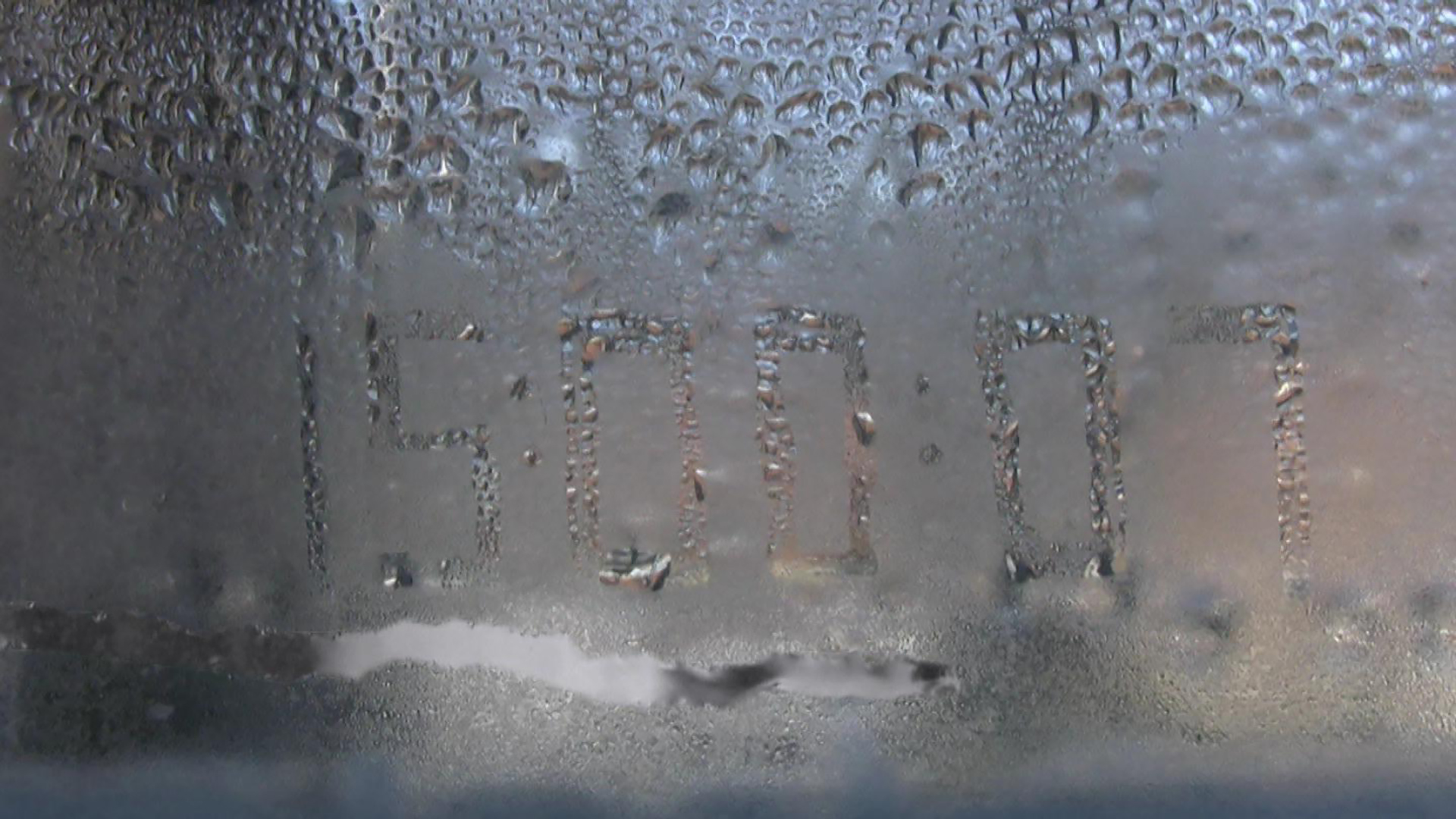
«Электронная клепсидра», 2010
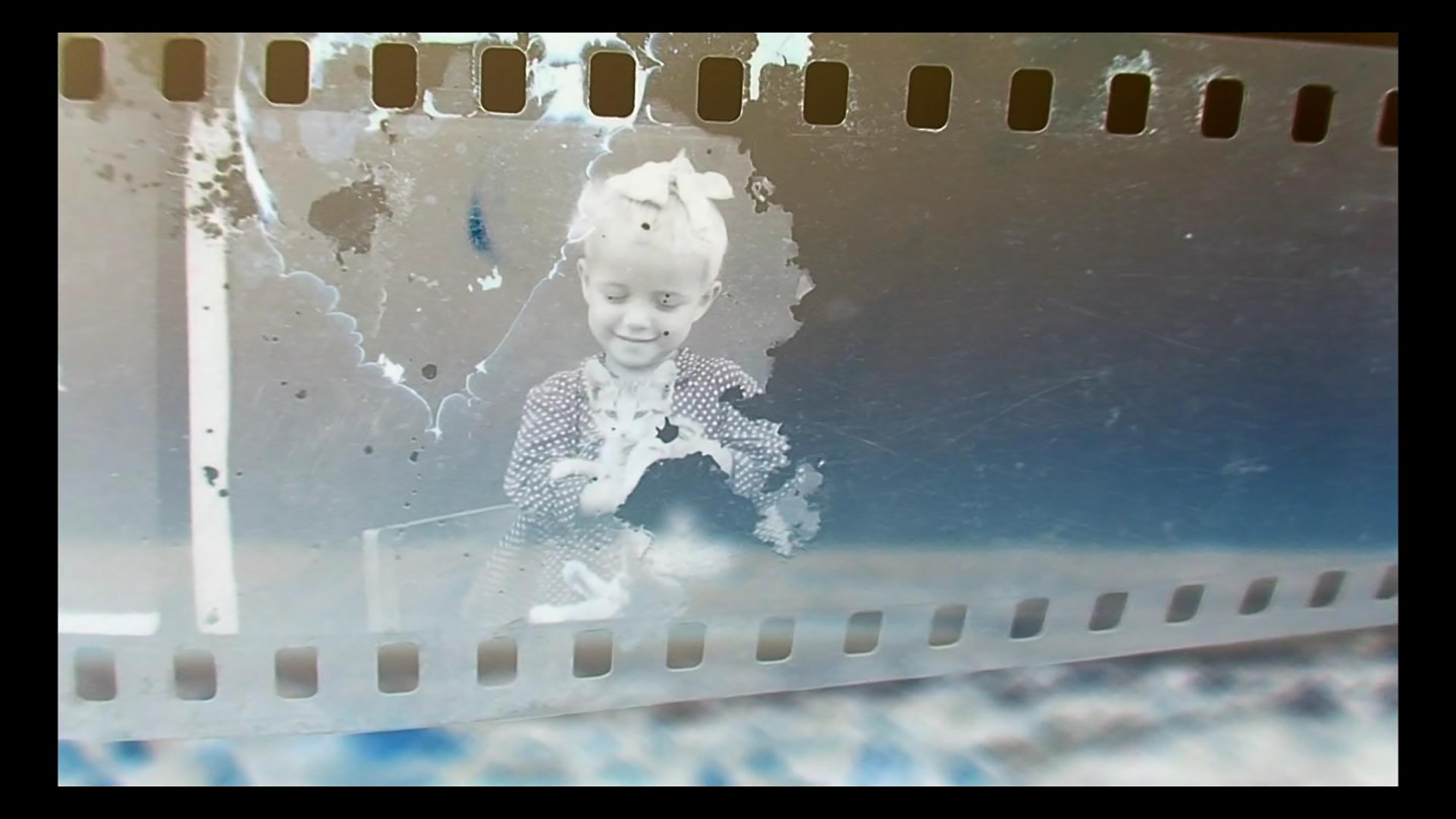
«Перфорированная память», 2010
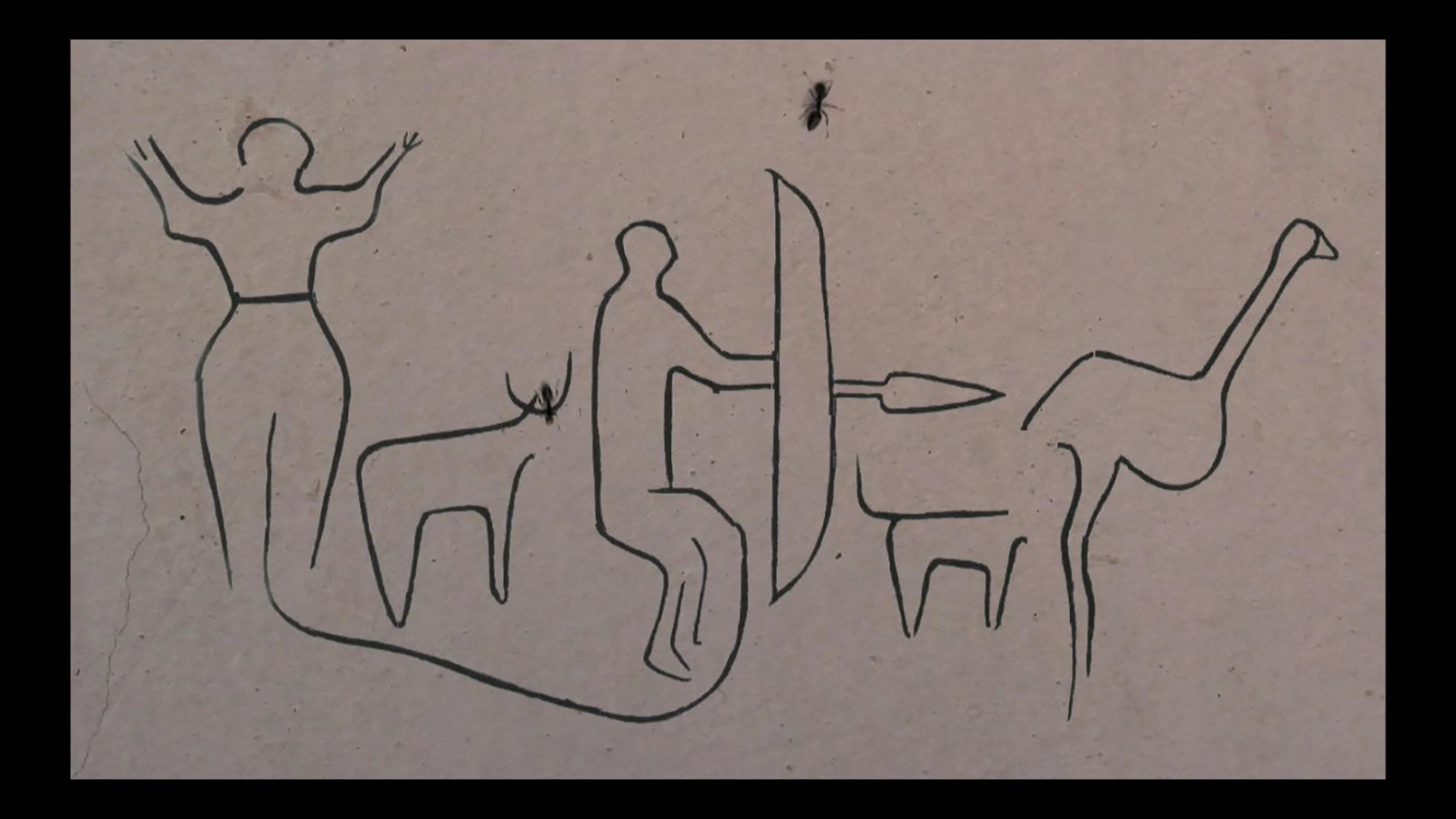
«Мирмикон», 2009
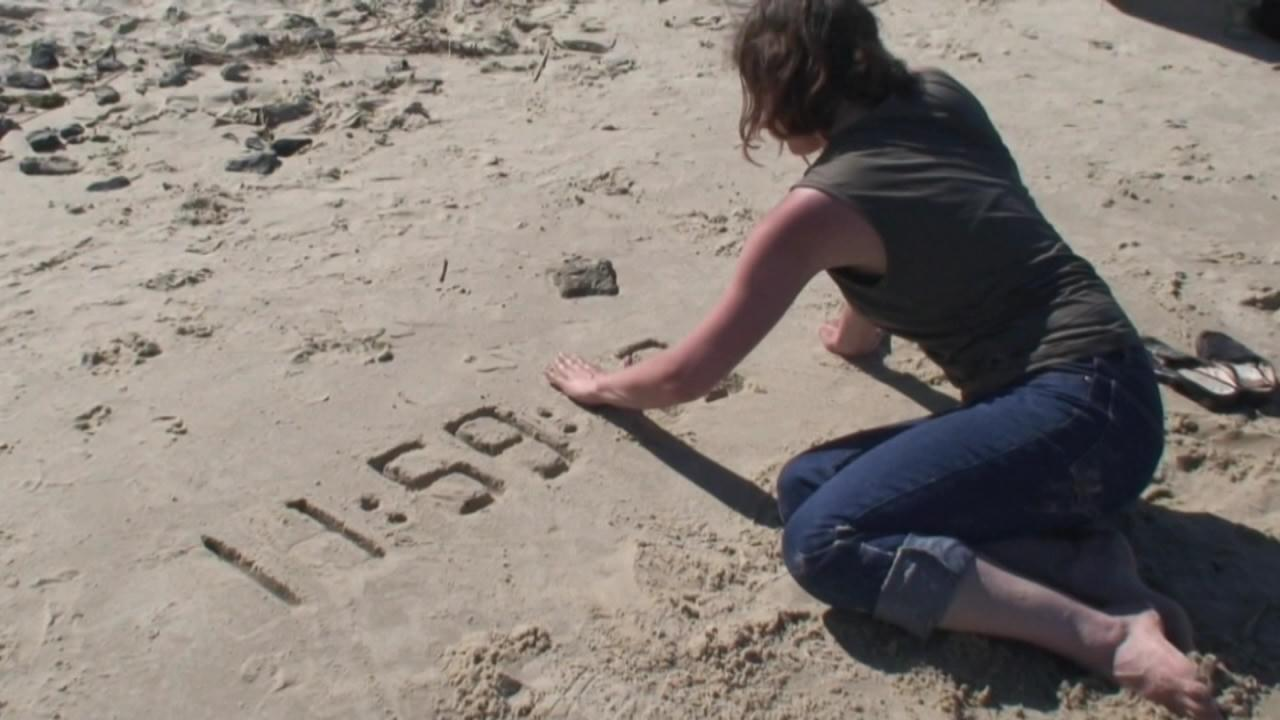
«Песочно-электронные часы», 2008

## Фотовыставки
- 2004 ─ «Без названия» (совм. с Н. Басовой). Выставочный зал «Эксперимент», Ростов-на-Дону.[26]
- 2002 ─ «Виды городов мира с высоты 1 м 75 см» (совм. с Н. Басовой). Выставочный зал «Эксперимент», Ростов-на-Дону.[27]

## Семья
- Басов, Михаил Семёнович (1944) — отец, российский художник, психиатр.
- Басов, Михаил Яковлевич (1892—1931) — прадед, выдающийся русский советский психолог, один из основателей отечественной психологии, педологии, педагогической психологии, психологии личности[28].